# 薩科 (明尼蘇達州)
薩科（英語：Saco）是位於美國明尼蘇達州斯蒂爾縣薩默塞特鎮區的一個非建制地區，得名自緬因州的薩科。

## 地理
薩科所處的海拔為高於海平面371米（即1217英呎），而該地所採用的時區為UTC-6，即北美中部時區（CST）。同時該地設有夏令時間，為UTC-6調快一小時，即UTC-5（CDT）。